# Taeniophyllum brachypus
Taeniophyllum brachypus är en orkidéart som beskrevs av Rudolf Schlechter. Taeniophyllum brachypus ingår i släktet Taeniophyllum och familjen orkidéer. Inga underarter finns listade i Catalogue of Life.